# Natalia Nykiel
Natalia Nykiel (ur. 8 lutego 1995 w Mrągowie) – polska piosenkarka, autorka tekstów, kompozytorka i inżynier środowiska.
Finalistka drugiej edycji programu The Voice of Poland (2013). Wydała trzy albumy studyjne: Lupus Electro (2014), Discordia (2017) i Regnum (2022). Pierwszą płytę promowała m.in. singlami „Bądź duży” i „Error”, które stały się przebojami w Polsce. Za sprzedaż swych albumów i singli zdobyła dwie diamentowe płyty, jedną platynową i dwie złote.
Jest laureatką nagród, takich jak: Eska Music Awards, Fryderyka czy Queen Palm International Film Festival. Zdobyła również wiele nominacji, w tym m.in. do MTV Europe Music Awards i Polsat SuperHit Festiwal.

## Rodzina i edukacja
Jest córką Anny Zielińskiej i Władysława Nykiela, którzy pobrali się w 1974.
Ukończyła I Liceum Ogólnokształcące im. Obrońców Westerplatte w Mrągowie. W lutym 2017 obroniła pracę inżynierską na Wydziale Budownictwa i Inżynierii Środowiska na SGGW, na której studiowała inżynierię środowiska. Studiowała na Uniwersytecie Warszawskim. W 2019 podjęła studia w Portugalii.

## Kariera zawodowa
W 2012 została laureatką Ogólnopolskich Spotkań Zamkowych „Śpiewajmy Poezję” i mrągowskich Impresji Artystycznych „Śpiewające Obrazy”. W 2013 została finalistką drugiej edycji programu TVP2 The Voice of Poland. 23 września 2014 nakładem wytwórni muzycznej Universal Music Polska wydała debiutancki album studyjny pt. Lupus Electro, który zrealizowała we współpracy z Katarzyną Nosowską, Pauliną Przybysz, Karoliną Kozak, Jackiem „Budyniem” Szymkiewiczem i Michałem „Buniem” Skrokiem. Za sprzedaż albumu otrzymała certyfikat złotej płyty. Płytę promowała singlem „Bądź duży”, z którym dotarła do siódmego miejsca na liście AirPlay (notowaniu najczęściej odtwarzanych utworów w polskich rozgłośniach radiowych), a za jego sprzedaż otrzymała certyfikat diamentowej płyty.

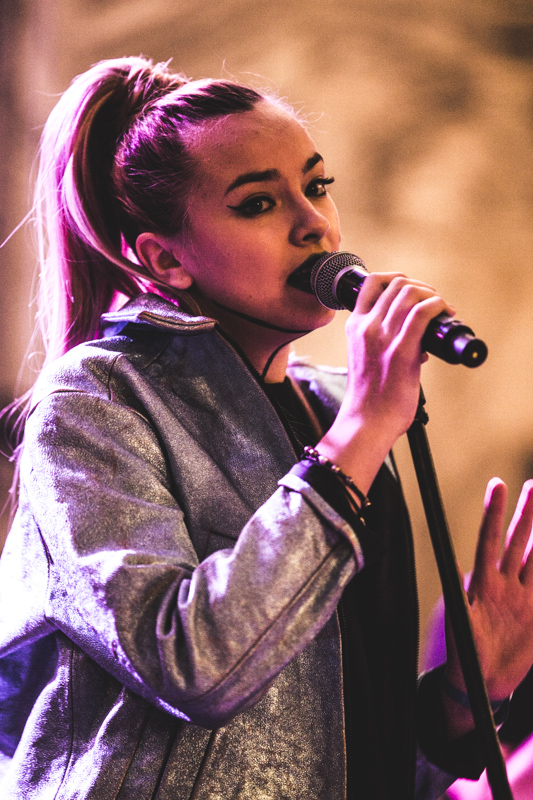
Nykiel podczas koncertu (2014)

29 sierpnia 2015 za teledysk do piosenki „Bądź duży” otrzymała nagrodę Eska TV Award – Najlepsze video na gali Eska Music Awards 2015. We wrześniu otrzymała nominację do Europejskiej Nagrody Muzycznej MTV dla najlepszego polskiego wykonawcy. 20 maja 2016 wydała singiel „Error”, z którym dotarła do pierwszego miejsca na liście AirPlay i za którego sprzedaż otrzymała certyfikat diamentowej płyty. 25 listopada 2016 wydała album koncertowy pt. Lupus Electro Error Tour, który składał się z płyty CD (z materiałem z Lupus Electro poszerzonym o dwa premierowe utwory – „Ekrany” i „Error”) i płyty DVD (z materiałem zarejestrowanym podczas trasy Error Tour).
W marcu 2017 została ogłoszona główną gwiazdą Red Bull Tour Bus, serii siedmiu koncertów w polskich miastach. W maju wydała singiel „Spokój”, z którym dotarła do 10. miejsca na liście AirPlay. 3 czerwca wystąpiła na Orange Warsaw Festivalu. W październiku otrzymała drugą nominację do Europejskiej Nagrody Muzycznej MTV dla najlepszego polskiego wykonawcy. 20 października wydała album pt. Discordia, na którym znalazły się kompozycje i teksty autorstwa i produkcji m.in. Nykiel. Z albumem zadebiutowała na 12. miejscu listy sprzedaży w Polsce i uzyskała za niego nominację do nagrody polskiego przemysłu fonograficznego „Fryderyka” za album roku – elektronika. Płytę promowała singlami „Total błękit” i „Kokosanki” oraz trasą koncertową Total Tour, składającą się z pięciu koncertów, którą rozpoczęła 26 października.

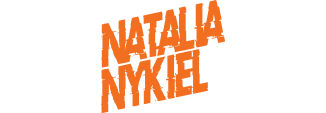
Oficjalne logo Natalii Nykiel

18 kwietnia 2018 wystąpiła w łódzkiej Atlas Arenie jako gość specjalny podczas koncertu zespołu Thirty Seconds to Mars z trasy The Monolith Tour, podczas którego w duecie z Jaredem Leto wykonała utwór „Dangerous Night”. 15 sierpnia wystąpiła w ramach festiwalu Top of the Top Sopot Festival 2018, na którym wykonała „Kokosanki” i premierowy utwór – „Łuny”. W październiku po raz kolejny została nominowana do Europejskiej Nagrody Muzycznej MTV dla najlepszego polskiego wykonawcy. Pod koniec roku odbyła trasę koncertową V Tour.
W styczniu 2019 za wideoklip do piosenki „Łuny” uzyskała nominację do Fryderyka za teledysk roku i odebrała nagrodę za najlepszy teledysk na Queen Palm International Film Festival 2019. We wrześniu ogłosiła zawieszenie kariery ze względu na podjęcie studiów za granicą. 15 listopada wydała drugi minialbum pt. Origo i otrzymał nagrodę do Fryderyka w kategorii „album roku elektronika”. W 2020 wydała singiel „Atlantyk”, będący jej pierwszym utworem w stylu country. Nagrała też anglojęzyczną wersję piosenki – „Ocean”. W tym samym roku była jurorką programu rozrywkowego The Four. Bitwa o sławę.
Jesienią 2024 uczestniczyła w 15. edycji programu Polsatu Dancing with the Stars. Taniec z gwiazdami.

## Dyskografia
- Lupus Electro (2014)
- Discordia (2017)
- Regnum (2022)

## Trasy koncertowe
- Lupus Electro Live Tour (2015)[37]
- Error Tour (2016)[38]
- Red Bull Tour Bus (2017)[18]
- Total Tour (2017)[26]
- Discordia Tour (2018)[39]
- V Tour (2018)[30]
- Origo Tour (2020)[40]

Gościnnie
- 30 Seconds to Mars: The Monolith Tour (2018; Łódź)[27]
- Daley: The Spectrum Tour (2018; Warszawa)[41]

## Nagrody i nominacje
| Rok  | Konkurs                                     | Kategoria                                     | Rezultat    | Źródło |
| ---- | ------------------------------------------- | --------------------------------------------- | ----------- | ------ |
| 2015 | Eska Music Awards 2015                      | Eska TV Award – Najlepsze video („Bądź duży”) | Wygrana     | [ 12 ] |
| 2015 | MTV Europe Music Awards 2015                | Najlepszy polski wykonawca                    | Nominacja   | [ 13 ] |
| 2015 | The Year in Vevo 2015                       | Polak potrafi („Bądź duży”)                   | Nominacja   | [ 42 ] |
| 2015 | Qulturalny plebiscyt 2015 – muzyka          | Teledysk roku („Bądź duży”)                   | Nominacja   | [ 43 ] |
| 2015 | Najlepsi 2015 – Plebiscyt Onet.pl           | Najlepszy artysta – Polska                    | 10. miejsce | [ 44 ] |
| 2015 | Najlepsi 2015 – Plebiscyt Onet.pl           | Najlepsza piosenka – Polska („Bądź duży”)     | 3. miejsce  | [ 44 ] |
| 2016 | Grube Ryby 2016                             | Przebojowy głos                               | Nominacja   | [ 45 ] |
| 2016 | Polsat SuperHit Festiwal 2016               | Radiowy przebój roku („Bądź duży”)            | Nominacja   | [ 46 ] |
| 2016 | Najlepsi 2016 – Plebiscyt Onet.pl           | Najlepszy artysta – Polska                    | 5. miejsce  | [ 47 ] |
| 2016 | Najlepsi 2016 – Plebiscyt Onet.pl           | Najlepsza piosenka – Polska („Error”)         | 2. miejsce  | [ 47 ] |
| 2017 | Grube Ryby 2017                             | Przebojowy głos                               | Nominacja   | [ 48 ] |
| 2017 | Plebiscyt Glamour                           | Kobieta Roku Glamour 2017                     | Wygrana     | [ 49 ] |
| 2017 | MTV Europe Music Awards 2017                | Najlepszy polski wykonawca                    | Nominacja   | [ 21 ] |
| 2017 | Najlepsi 2017 – Plebiscyt Onet.pl           | Najlepszy artysta – Polska                    | 4. miejsce  | [ 50 ] |
| 2017 | Najlepsi 2017 – Plebiscyt Onet.pl           | Płyta roku – Polska (Discordia)               | 1. miejsce  | [ 50 ] |
| 2017 | Najlepsi 2017 – Plebiscyt Onet.pl           | Najlepsza piosenka – Polska („Spokój”)        | 2. miejsce  | [ 50 ] |
| 2017 | Przebój roku RMF FM                         | Przebój roku („Spokój”)                       | 10. miejsce | [ 51 ] |
| 2018 | O!Lśnienia 2017                             | Muzyka popularna (Discordia)                  | Wygrana     | [ 52 ] |
| 2018 | Fryderyki 2018                              | Album roku elektronika (Discordia)            | Nominacja   | [ 25 ] |
| 2018 | MTV Europe Music Awards 2018                | Najlepszy polski wykonawca                    | Nominacja   | [ 29 ] |
| 2019 | Fryderyki 2019                              | Teledysk roku („Łuny”)                        | Nominacja   | [ 31 ] |
| 2019 | Queen Palm International Film Festival 2019 | Najlepszy teledysk („Łuny”)                   | Wygrana     | [ 32 ] |
| 2019 | Berlin Music Video Awards 2019              | Najlepszy teledysk („Kokosanki”)              | Nominacja   | [ 53 ] |
| 2020 | Fryderyki 2020                              | Album roku elektronika (Origo)                | Wygrana     | [ 34 ] |
| 2020 | Berlin Music Video Awards 2020              | Najlepszy teledysk („Volcano”)                | Nominacja   | [ 54 ] |
| 2021 | Fryderyki 2021                              | Teledysk roku („Volcano”)                     | Nominacja   | [ 55 ] |